# زياد علي فاضل
زياد علي فاضل الرزيج (1976-) هو وزير الكهرباء العراقي في حكومة محمد شياع السوداني، صوّتَ له مجلس النواب يوم 27 تشرين الأول سنة 2022. من مواليد مدينة البصرة، حاصل على شهادة البكالوريوس في الهندسة الكهربائية من جامعة البصرة عام 1999، شغل منصب مدير عام الشركة العامة لنقل الطاقة الكهربائية-الجنوب من عام 2013 حتى 2022، وكان عضواً في مجلس محافظة البصرة بيني عامي 2009 - 2013.